# Hidari Ude No Yume
| Recensione      | Giudizio |
| --------------- | -------- |
| AllMusic        |          |
| Financial Times |          |
| Piero Scaruffi  |          |

Hidari Ude No Yume (左うでの夢?, Hidari Ude No Yume) è il terzo album in studio di Ryūichi Sakamoto, pubblicato nel 1981 per la Alfa Records.
Il disco uscì inizialmente solo in Giappone, salvo che per un'edizione in vinile pubblicata nei Paesi Bassi dall'etichetta olandese Plexus. L'anno successivo, la Epic Records fece uscire in Europa e America del Nord una versione rivisitata del disco, con il titolo Left-Handed Dream.
Il 13 novembre 2020 l'album è stato ripubblicato su vinile, doppio vinile e doppio CD dalla Wewantsounds.

## Descrizione
Per la realizzazione del disco, Sakamoto si avvalse della collaborazione di Haruomi Hosono e Yukihiro Takahashi, suoi compagni di band negli Yellow Magic Orchestra, oltre che di quelle del produttore e cantante britannico Robin Scott, fondatore degli M, del chitarrista statunitense Adrian Belew e dell'ingegnere del suono Hideki Matsutake.
Nella riedizione del 1982 non sono presenti i brani Living in the Dark e Saru No Ie, mentre compare una traccia inedita chiamata The Arrangement. Inoltre, tre brani compaiono in una versione reincisa con testo in inglese cantato da Robin Scott.
La ristampa del 2020, basata sulla versione originale giapponese dell'album, contiene rimasterizzazioni ad opera dell'ingegnere del suono tedesco Bernie Grundman e, nelle versioni 2 LP e 2 CD, presenta anche un disco aggiuntivo con le versioni strumentali di ogni traccia.

## Tracce

### Versione originale
Lato A
1. Boku No Kakera (ぼくのかけら?) – 4:01
2. Saru To Yuki To Gomi No Kodomo (サルとユキとゴミのこども?) – 5:08
3. Kacha Kucha Nee (かちゃくちゃねぇ?) – 4:20
4. The Garden of Poppies – 5:36
5. Relâché – 3:58

Durata totale: 23:03
Lato B
1. Tell 'em To Me – 4:30
2. Living in the Dark – 5:17
3. Slat Dance – 2:49
4. Venezia – 4:43
5. Saru No Ie (サルの家?) – 2:18

Durata totale: 19:37

### Riedizione del 1982 (Left-Handed Dream)
Lato A
1. Just About Enough – 4:34
2. The Left Bank – 4:22
3. Slat Dance – 2:48
4. Saru To Yuki To Gomi No Kodomo – 5:07
5. Kachakuchanee – 4:19

Durata totale: 21:10
Lato B
1. The Arrangement – 4:48
2. Once in a Lifetime – 4:53
3. The Garden of Poppies – 5:36
4. Boku No Kakeera – 4:00

Durata totale: 19:17